# Фінал ATP 2023
ATP Finals 2023 — тенісний турнір, що проходив на кортах з твердим покриттям у місті Турин, Італія з 13 до 19 листопада.

## Фінальна частина

### Одиночний розряд
Новак Джокович —  Яннік Сіннер 6–3, 6–3

### Парний розряд
Ражів Рам /  Джо Солсбері —  Марсель Гранольєрс /  Орасіо Себальйос 6–3, 6–4